# Tarek Abdallah
Tarek Abdallah est un compositeur, luthiste et musicologue égyptien, originaire d'Alexandrie, né le 7 août 1975. 
Il puise son inspiration dans l’âge d’or de l’art du oud égyptien en solo (1910-1930), qui est au centre de ses recherches musicologiques.

## Biographie
Tarek Abdallah grandit à Alexandrie et côtoie dès l'adolescence le milieu culturel local, et plus particulièrement celui du théâtre au sein duquel il débute la musique en autodidacte. C'est à 19 ans qu'il commence le oud, puis il rencontre Hazem Shaheen avec qui il fonde le groupe Eskenderella en 2000.
En janvier 2005, la Maison du luth arabe du Caire lui décerne le diplôme de Soliste et de Professeur avec le prix d’excellence. Il reçoit parallèlement l'enseignement de plusieurs maîtres : le luthiste Hazem Shaheen et le grand compositeur et violoniste Abdou Dagher. Il se forme ensuite au chant marocain auprès de Saïd Chraibi et à la musique persane auprès de Darioush Tala’i. Depuis 2001 il vit à Marseille et obtient son doctorat en Musicologie à l’Université Lumière Lyon 2 en 2017. Tarek Abdallah multiplie les expériences liées à la transmission, à la diffusion et à la popularisation des savoirs liés au Luth arabe à travers des créations, master-classes, conférences et ateliers dans toute la Méditerranée.
Tarek Abdallah a enseigné à la Maison du luth arabe de Constantine en Algérie, au Sultanat de Oman et au Centre culturel égyptien de Paris. Il a animé des ateliers de oud dans le cadre de l’association « La Ruche » à Marseille et donne des cours particuliers (enseignement individuel et collectif : assimilation progressive du répertoire, des cycles rythmiques, travail sur la technique instrumentale, approche de l’improvisation). En 2013, il participe à des workshops auprès d’enfants défavorisés ou réfugiés dans le cadre du programme culturel Action for Hope proposé par la fondation Al Mawred Al Thaqafy/Culture Resource en Égypte et au Liban. En 2014, il enseigne à Sulzburg en Allemagne au cours de la session Oriental Music Summer Academy.

## Distinctions
- 2015 : Prix du Mozarteum de France

## Discographie
- 2015 - Walsa, suites musicales égyptiennes en duo avec Adel Shams El Din (Buda Musique/Universal)